# Szalay család (kéméndi)
A báró és nemes kéméndi Szalay család, egy nemesi származású család, amely 1815. június 30-án szerzett nemesi címeres-levelet. A családnak a bárói ága számára 1916. szeptember 5-én I. Ferenc József magyar királytól címeregyesítést, nemesi előnevet és a "Szalay-Berzeviczy" kettős-név viselést adományozta.

## A család története
Őse Péter, a volt helytartótanács elnöki titkára, aki nejével és két fiával együtt (a harmadik ekkor még nem élt) 1815. június 30-án magyar nemességet nyert I. Ferenc magyar királytól. Fiaiban három ágra szakadt a család. A középső ág, László ága kihalt; az idősebb ágból, Szalay Imre, a Magyar Nemzeti Múzeum igazgatója 1912. november 4-én bárói rangot szerzett adományban, míg Szalay Istvántól a család nemesi ága származik le.
A nemességszerző kéméndi Szalay Péter (1763–1825) magyar királyi helytartósági elnöki titkárnak és Rudolp Teréz (1774–1848) asszonynak az egyik fia, kéméndi Szalay László (1813–1864) történetíró, jogász, liberális politikus és publicista, az MTA tagja és főtitkára (1861), a modern magyar történettudomány egyik megalapozója. A másik fiúgyermeke kéméndi Szalay Péter és Rudolp Teréz frigyéből kéméndi Szalay Ágoston volt. Kéméndi Szalay Ágoston (1811–1877) udvari tanácsos, királyi táblai tanácselnök, a Magyar Tudományos Akadémia levelező tagja feleségül vette Türck Karolina (1813-1898) kisasszonyt. Szalay Ágoston és Türck Karolina fia kéméndi báró Szalay Imre (1846–1917) miniszteri tanácsos, a Magyar Nemzeti Múzeum igazgatója, iparművészeti író, aki 1912. november 4.-étől báró lett.
Szalay Imre (1846–1917) báró 1877. július 15.-én feleségül vette Budapesten Trefort Mária (1860–1891) kisasszonyt, akinek a szülei Trefort Ágoston, közoktatási és vallásügyi miniszter, és a barkóczi Rosty családból való barkóczi Rosty Ilona (1826–1870) voltak. Az apai nagyszülei Trefort Ignác (1770–1831) neves sebészorvos, és Beldovics Tekla (†1829) voltak. Az anyai nagyszülei barkóczi Rosty Albert (1779–1847), Békés vármegyei földbirtokos, alispánnak és ehrenberghi Eckstein Anna (1801-1843) voltak. Trefort Ágostonné Rosty Ilonának a fivére Rosti Pál (1830–1874) magyar földrajztudós, néprajztudós, fotográfus, az MTA levelező tagja; leánytestvére barkóczi Rosty Ágnes (1825–1913), Erzsébet királyné palotahölgye, akinek a férje vásárosnaményi báró Eötvös József (1813–1871) jogász, vallás- és közoktatásügyi miniszter. Rosty Ilona egyenesági felmenői között a nedeczei Nedeczky–, a báró Újváry-, a lengyeltóti Lengyel-, a balásfalvi Orosz–, a zalalövői Csapody–, valamint az ősrégi előkelő osztopáni Perneszy családok között találhatók.
Szalay Imre báró és Rosty Ilona frigyéből született: kéméndi dr. báró Szalay Gábor (1878−1956) államtitkár, miniszteri tanácsos, postavezérigazgató, akinek a hitvese berzeviczi és kakaslomniczi Berzeviczy Edit (1880−1957), valamint kéméndi báró Szalay Lívia (1879–1961), akinek a férje ábránfalvi dr. Ugron Gábor (1880–1960) Ugocsa, Maros-Torda vármegyék és Marosvásárhely főispánja, magyar királyi belügyminiszter.
Szalay Gábor báró Budapesten, 1903. november 18-án vette el a nemesi származású berzeviczi és kakaslomniczi Berzeviczy Edit (1880–1957) kisasszonyt, akinek a szülei Berzeviczy Albert (1853–1936) magyar politikus, történetíró, a Magyar Tudományos Akadémia elnöke 1905-től 1936-ig, 1923-tól 1936-ig a Kisfaludy Társaság hatodik elnöke, a Magyar Olimpiai Bizottság első elnöke.i Bizottság]] alapító elnöke, és Kuzmuk Zsófia (1858–1948) voltak. Szalay Gábor báróné Berzeviczy Edit egyenesági felmenői között a Szinyei Merse-, a liptószentiváni Szent-Ivány-, a márkus és batizfalvi Máriássy-, az okolicsnói Okolicsányi, valamint a péchújfalui Péchy családok találhatóak. Szalay Gábor báró és Berzeviczy Edit fia báró kéméndi, berzeviczei és kakaslomniczi Szalay-Berzeviczy Dénes (1917–1953), jogász, jogtanácsosként, aki felvette az anyja vezetéknevét az apja mellé. 1916. szeptember 5-én Szalay Gábor báró és Berzeviczy Edit utódai számára I. Ferenc József magyar királytól címeregyesítést, nemesi előnevet és a "Szalay-Berzeviczy" kettős-név viselést adományozta.
Szalay-Berzeviczy Dénes báró (1917–1953), jogász, jogtanácsosként, Ostffyasszonyfán, 1941. szeptember 2-án feleségül vette az ősrégi Osl nemzetségbeli asszonyfalvi Ostffy családból való asszonyfalvi Ostffy Éva (1918–1987) kisasszonyt, akinek a szülei szülei dr. asszonyfalvi Ostffy Lajos (1876–1944), Sopron és Vas vármegye főispánja, jogász, mezőgazdász, politikus, országgyűlési képviselő, és koltai Vidos Katalin (1895–1985) voltak. Ostffy Éva felmenői között az ajkai Ajkay-, a dukai Takách-, a muzsaji Vitnyédy -, a mankóbüki Horváth-, a mesterházi Nagy-, valamint a budakeszi Weöres családok találhatóak. Szalay-Berzeviczy Dénes báró és Ostffy Éva frigyéből született kéméndi, berzeviczei és kakaslomniczi báró Szalay-Berzeviczy Gábor (1943), bányamérnök, SZDSZ parlamenti képviselő, akinek a fiai: Szalay-Berzeviczy Attila (1972–) magyar egyetemi szakközgazdász és fotóművész, a Raiffeisen Bank International AG (Bécs) ügyvezető igazgatója, valamint Szalay-Berzeviczy András a TranzPress Kft fordító cég ügyvezetője és tulajdonosa.

## A család címere
Címer: (nemesi) kék mezőben hármas halom középsőjén koronán álló fehér galamb csőrében olajágat tart; sisakdísz: természetes színű növekvő oroszlán jobbjában karddal; takarók: kék-arany, vörös-ezüst.
Címer: (bárói): kék mezőben hármas zöld halom koronás középsőjén álló galamb csőrében olajágat tart, a pajzs jobboldali felső szögletében csillag, balról stilizált ezüst liliom; bárói korona; sisakdísz: növekvő oroszlán jobbjában karddal; takarók: kék-ezüst; jelmondat ezüst szalagon.